# Álvaro Araújo
Álvaro Araújo Araújo Castro (Santa Marta, 7 novembre 1967) è un politico colombiano, leader del movimento politico ALAS-Equipo Colombia.
Originario del Dipartimento di Cesar, nel nord del paese, figlio di un ex politico, Álvaro Araújo Noguera, e fratello del ministro María Consuelo Araújo Castro.
Il 15 febbraio 2007 è stato arrestato con l'accusa di avere vincoli con i paramilitari.